# Presbiterio
Il presbiterio  è la parte architettonica della chiesa riservata al clero officiante, ovvero ai presbiteri. Contiene l'altare se presente, o l'altare maggiore se ve ne è più d'uno. È situato alla fine della navata centrale e terminato dall'abside.

Presbiterio in una chiesa cattolica del nord europa o per pellegrinaggi a croce latina

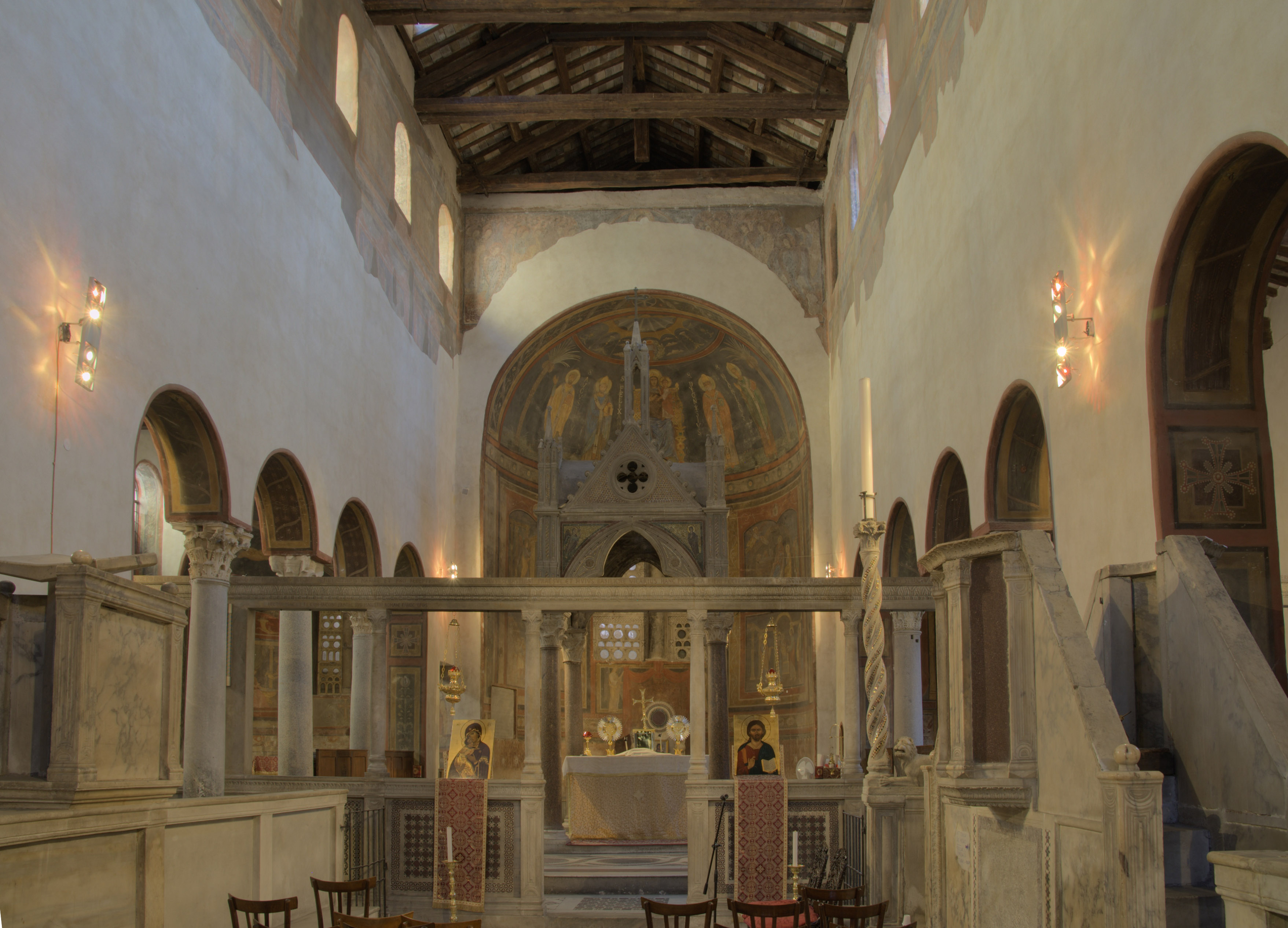
La pergula e la schola cantorum della Basilica di Santa Maria in Cosmedin a Roma (fine VIII secolo)

## Tipologia
Esistono vari tipi di presbiterio a seconda delle varie confessioni cristiane.

### Cattolicesimo

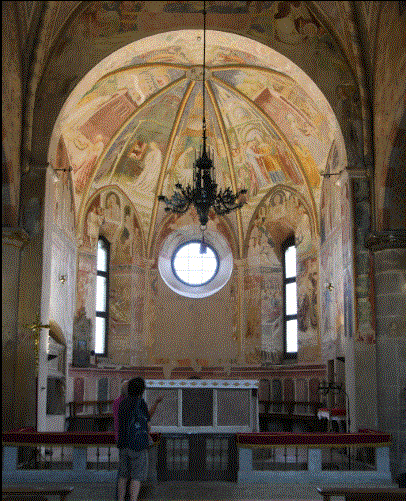
Presbiterio della Collegiata di Castiglione Olona (Varese) con Affreschi di Masolino da Panicale, del "Vecchietta" e di Paolo Schiavo.

Il presbiterio delle chiese cattoliche, nel corso dei secoli, ha subito molte modifiche, soprattutto nell'aggiunta e rimozione di elementi per la liturgia.

#### Prima del Concilio di Trento

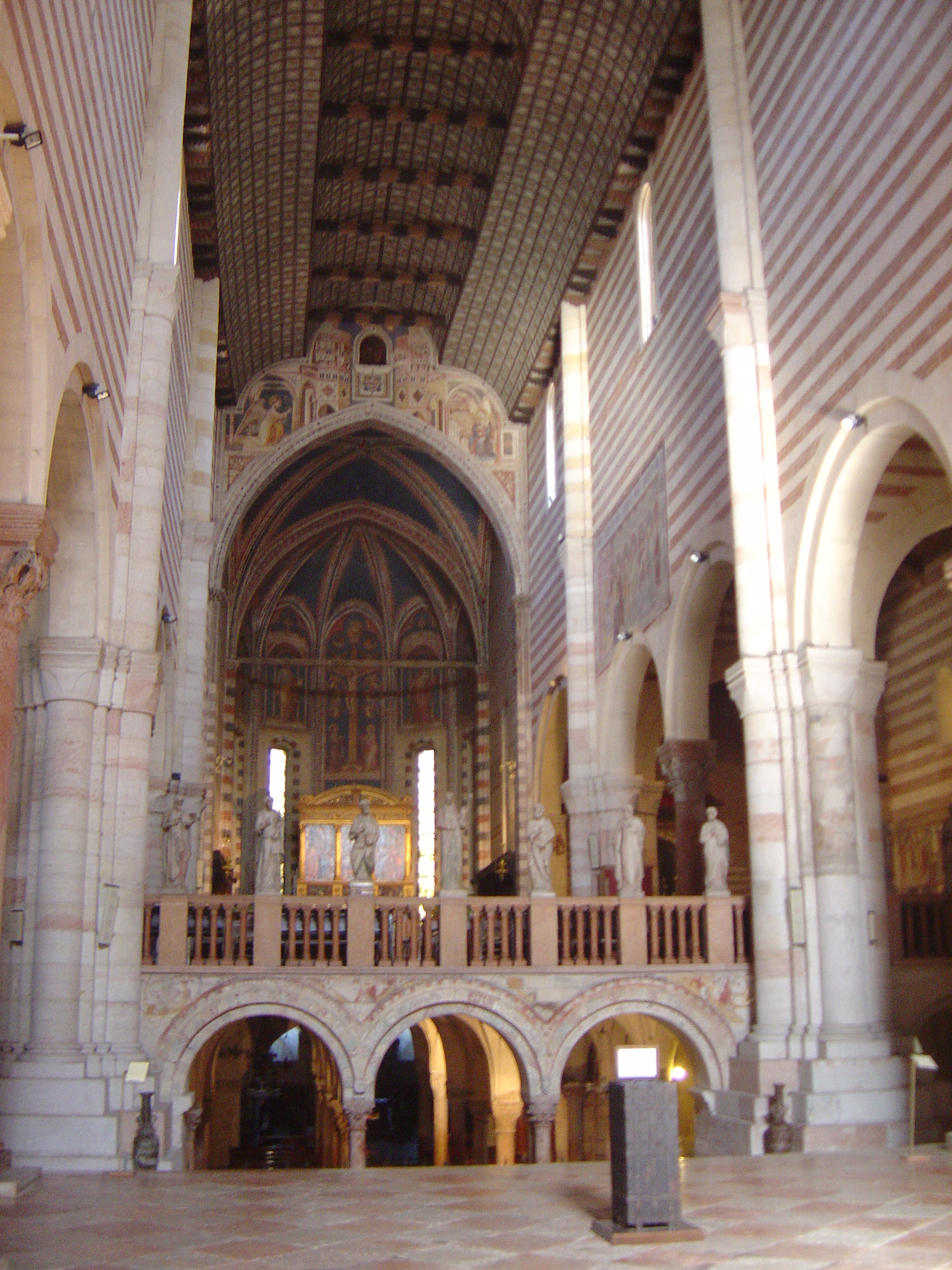
Il presbiterio sopraelevato della Basilica di San Zeno a Verona

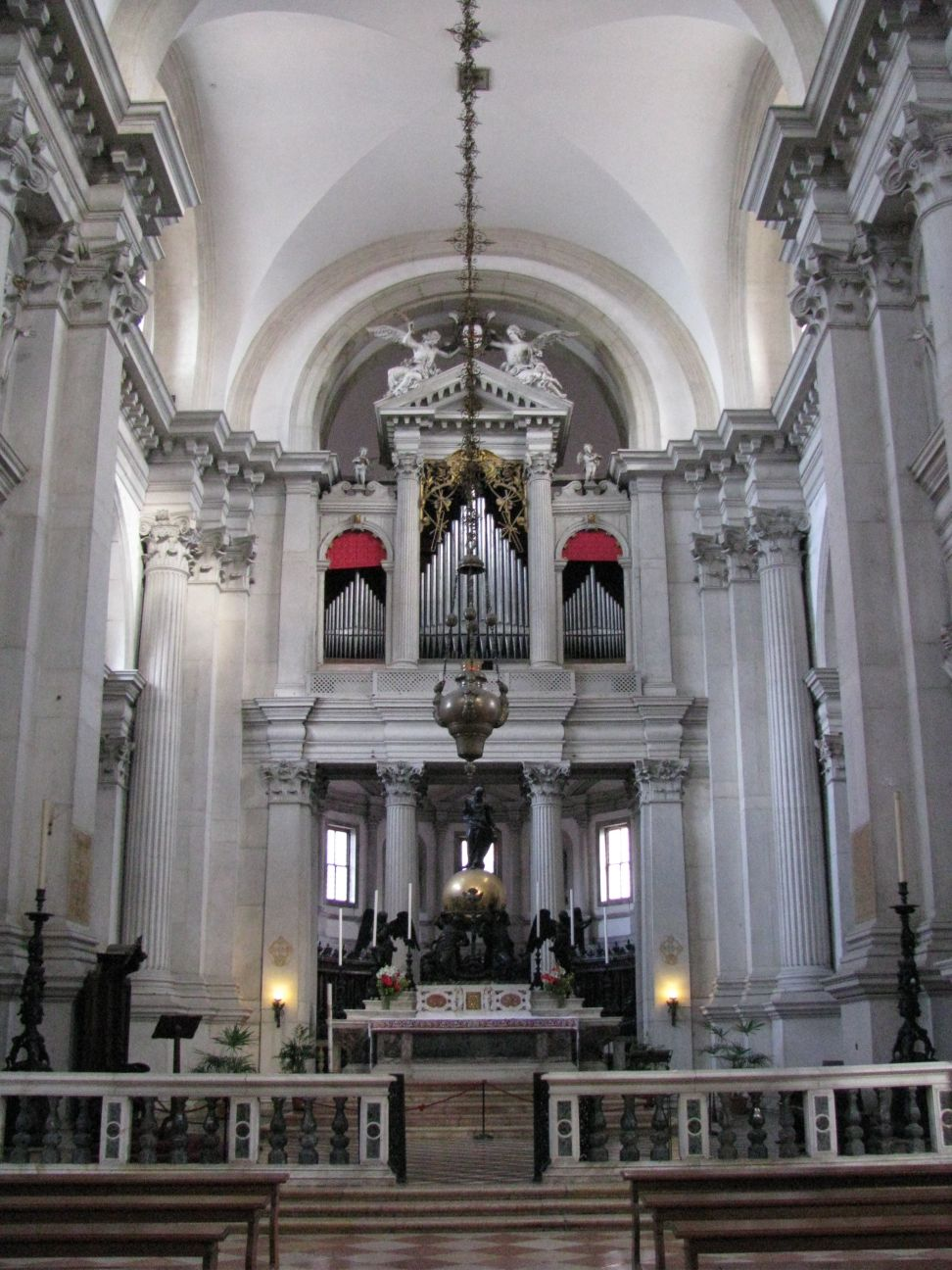
Il presbiterio della Basilica di San Giorgio Maggiore a Venezia

Nelle prime basiliche paleocristiane il presbiterio era separato dalla navata e dall'eventuale transetto dalla pergula, che, nella maggior parte delle volte, come nel caso della 
Basilica costantiniana di San Pietro in Vaticano, era costituito da quattro o più colonne  montate sopra dei plutei. Inoltre, la pergula aveva anche il compito di separare il presbiterio dall'annessa Schola Cantorum, ove si trovavano i cantores, che era a sua volta separata dalla navata da plutei marmorei. Solo successivamente, con Gregorio Magno, il presbiterio iniziò ad essere sopraelevato rispetto all'aula della chiesa, il che favorì l'inizio della creazioni di cripte semisotterranee al disotto dell'area presbiterale, principalmente semianulari.
Con l'avvento dell'architettura romanica, il dislivello fra il pavimento del presbiterio e quello delle navate divenne tale che quei pochi gradini che servivano per raggiungere l'altare divennero vere e proprie rampe di scale, mentre le cripte, che avevano iniziato a raggiungere persino le nove navate, delle "chiese dentro la chiesa". Con il romanico si abbandonò la struttura della Schola Cantorum (la parte antistante del presbiterio era utilizzata come ingresso alla cripta) ed gli stalli del coro iniziarono ad essere disposti lungo le pareti dell'abside (come si può ancora vedere nel Duomo di Modena) e, solo in rarissimi casi, rimase l'uso della pergula.

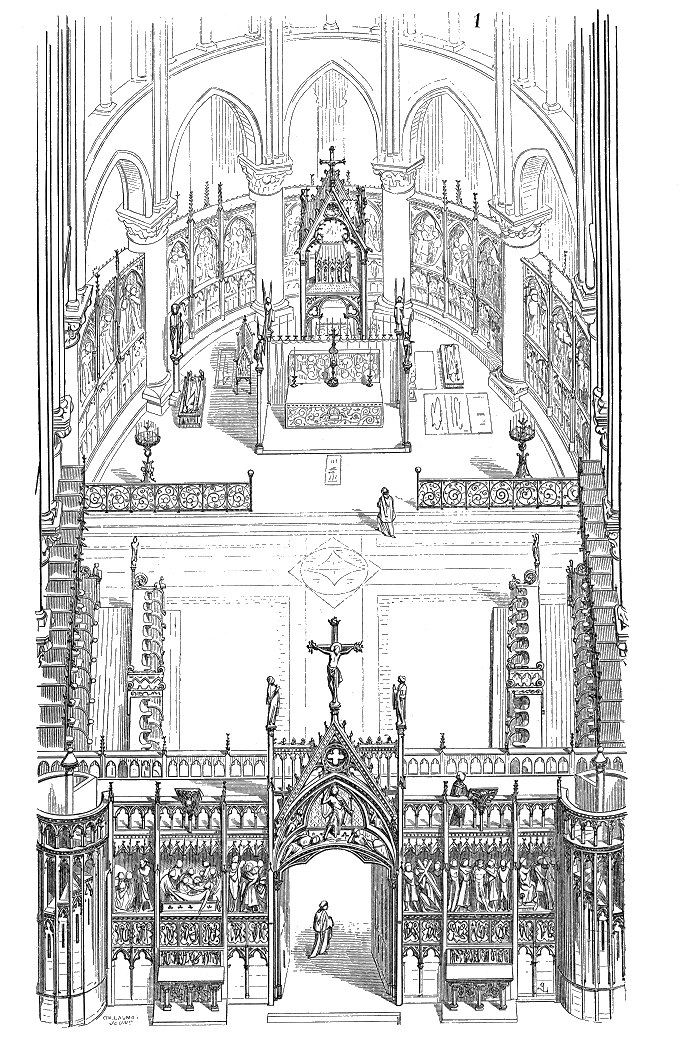
Ricostruzione del coro della Cattedrale di Notre-Dame a Parigi del XIII secolo

Durante il periodo Gotico la struttura del presbiterio cambiò radicalmente: nelle chiese costruite ex novo si decise di abbassare il livello del piano di calpestio e così l'area presbiteriale risultò sopraelevata rispetto alle navate soltanto di pochi gradini. Con l'ampliamento delle absidi si iniziò a disporre gli stalli del coro lungo le pareti laterali del tratto di abside prima dell'emiciclo finale e, l'altare, in quest'ultimo. Inoltre, soprattutto in Inghilterra, il presbiterio fu separato dalla navata dall'evoluzione della pergula, lo jubé, una parete lignea scolpita con archetti e scene della vita di Gesù e dei Santi, molto simile all'iconostasi ortodossa. Sopra di essa, talvolta, si poteva anche salire tramite delle scalette a chiocciola che spesso si trovavano sulla fronte esterna della parete.
Con il Rinascimento si ha una nuova trasformazione radicale della struttura del presbiterio: viene definitivamente rimosso lo jubé gotico e, al suo posto, si inizia ad usare balaustre e plutei marmorei. Anche l'altare cambia la sua forma: gli stalli del coro iniziarono ad essere disposti sulle cantorie, al di fuori del presbiterio, anche se, in alcuni casi, gli stalli furono disposti, ove vi era la possibilità, dietro l'altar maggiore. In questi casi, come si può vedere nella Basilica di Santa Scolastica a Subiaco, o in quelle di San Giorgio e del Redentore di Venezia, fu creato un apposito vano dietro l'abside, separato da essa tramite un colonnato rettilineo o semicircolare.
Il presbiterio rialzato evidenzia il luogo della chiesa dove si svolgono i sacri riti. Talvolta sovrasta una cripta in cui sono deposte le reliquie di un martire. I gradini che conducono al presbiterio, e anche quelli su cui si trova l'altare, hanno un carattere simbolico. Ricordano che l'altare si erge sulla "Santa Montagna di Sion".

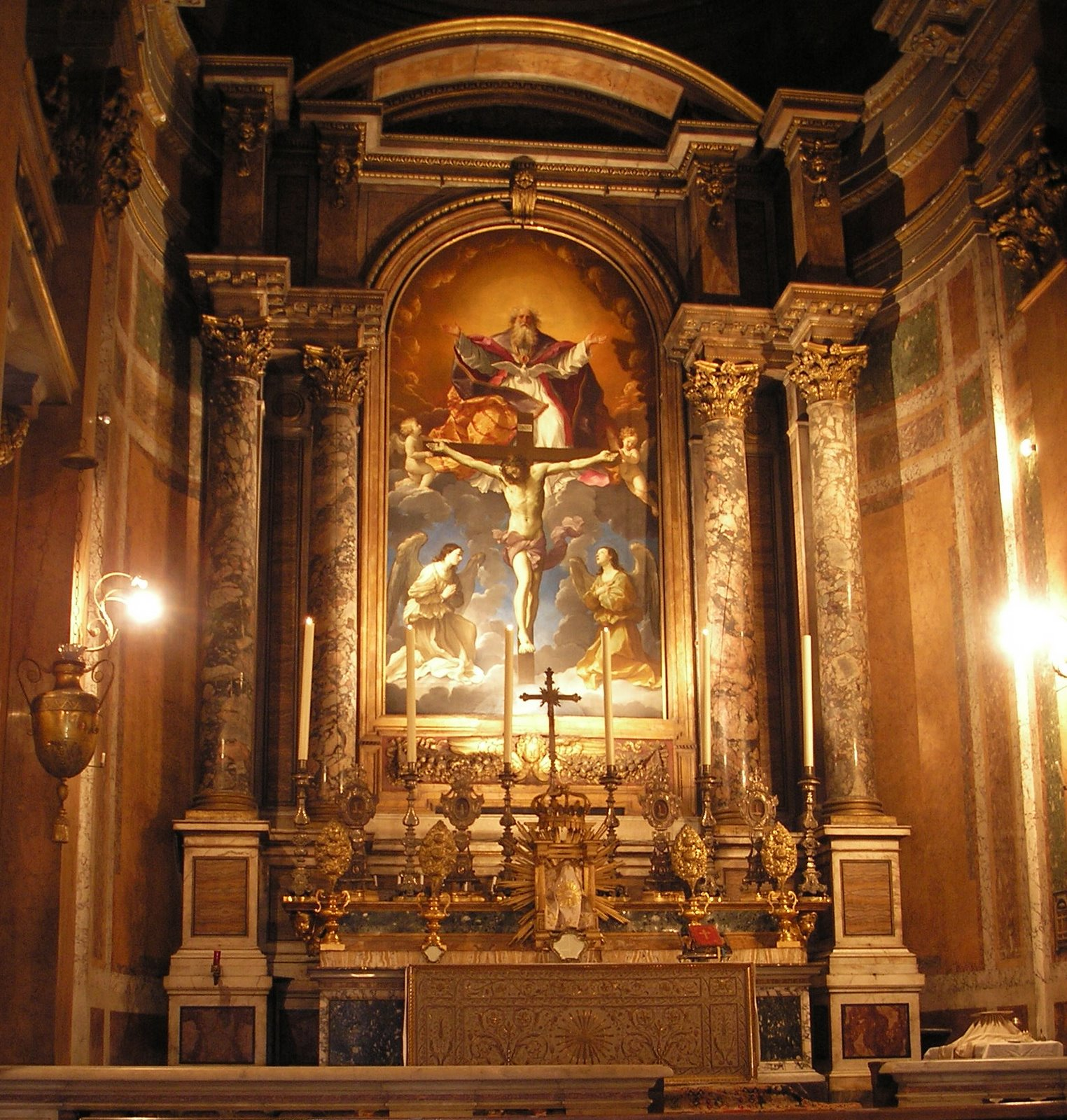
Il presbiterio della Chiesa della Santissima Trinità dei Pellegrini e Convalescenti in Roma

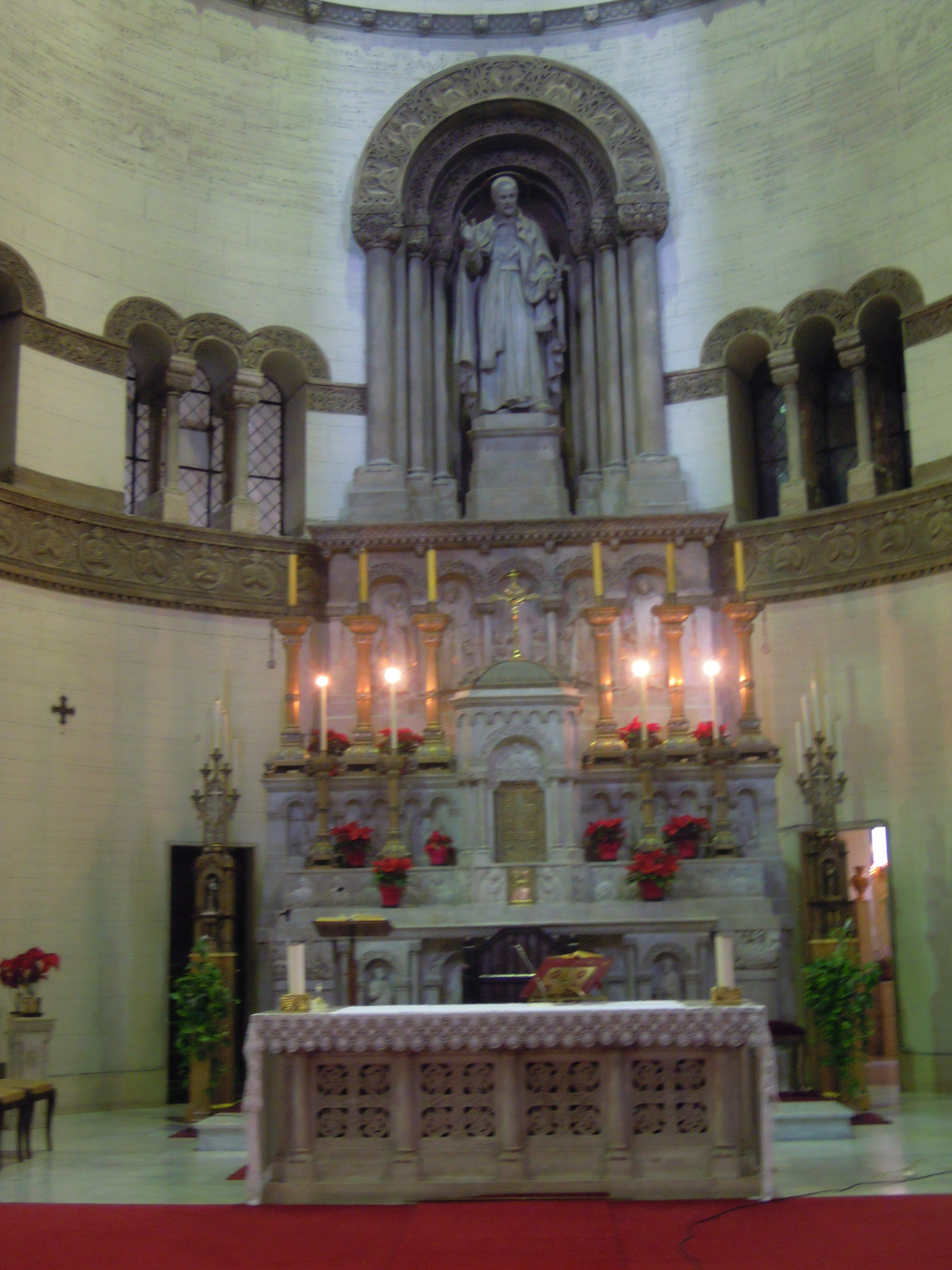
L'altar maggiore della Basilica di San Camillo de Lellis in Roma

#### Dopo il Concilio di Trento
Con il Concilio di Trento, convocato nel 1545 da papa Paolo III e portato avanti, seppur con varie interruzioni, dai papi Giulio III e Paolo IV sino al 1563, e la Riforma Cattolica, la struttura del presbiterio variò ancora una volta, però non di molto, rispetto ai cambiamenti precedenti. Innanzitutto si accentrò e si esaltò l'altare con ogni sorta di decorazione (quadri, candelieri, statue, bassorilievi, stucchi...) e lo si posizionò (eccetto che in alcuni rari casi) a ridosso della parete fondale dell'abside (quindi il coro si spostò definitivamente al di fuori del recinto presbiteriale) mentre, ove l'altare c'era già, come nelle chiese romaniche e paleocristiane, fu arricchito di decorazioni e, molto spesso, coperto da un ciborio (a Roma ve ne sono alcuni esempi, come l'altare della chiesa di San Cesareo de Appia e quello della chiesa dei Santi Nereo e Achilleo). La sede fu, invece, spostata lungo una delle pareti laterali dell'abside (generalmente lungo quella destra) e si abbandonarono definitivamente i plutei in favore delle balaustre di colonnine o pilastrini.
A partire dalla metà dell'Ottocento apparvero dei nuovi stili architettonici, che ritraevano quelli del passato: i più importanti furono il neoromanico ed il neogotico, che si affiancarono al neoclassico. Sia con il neo-romanico ed il neogotico il presbiterio assunse una radicale trasformazione non nella disposizione dei vari elementi (erano sempre quelli del Concilio di Trento), ma nella forma e nello stile di essi: iniziarono ad apparire balaustrate con eleganti archetti sostenuti da colonnine con capitelli romanici e corinzi, gli altari, anch'essi, si decorarono di archetti ciechi ed iniziarono a ritornare le absidi semicircolari.
Con l'architettura neoclassica, invece, non ci fu una grande mutazione in campo stilistico (né, ovviamente, in quello strutturale) poiché già il barocco nasceva dall'idea di riprendere l'arte classica.

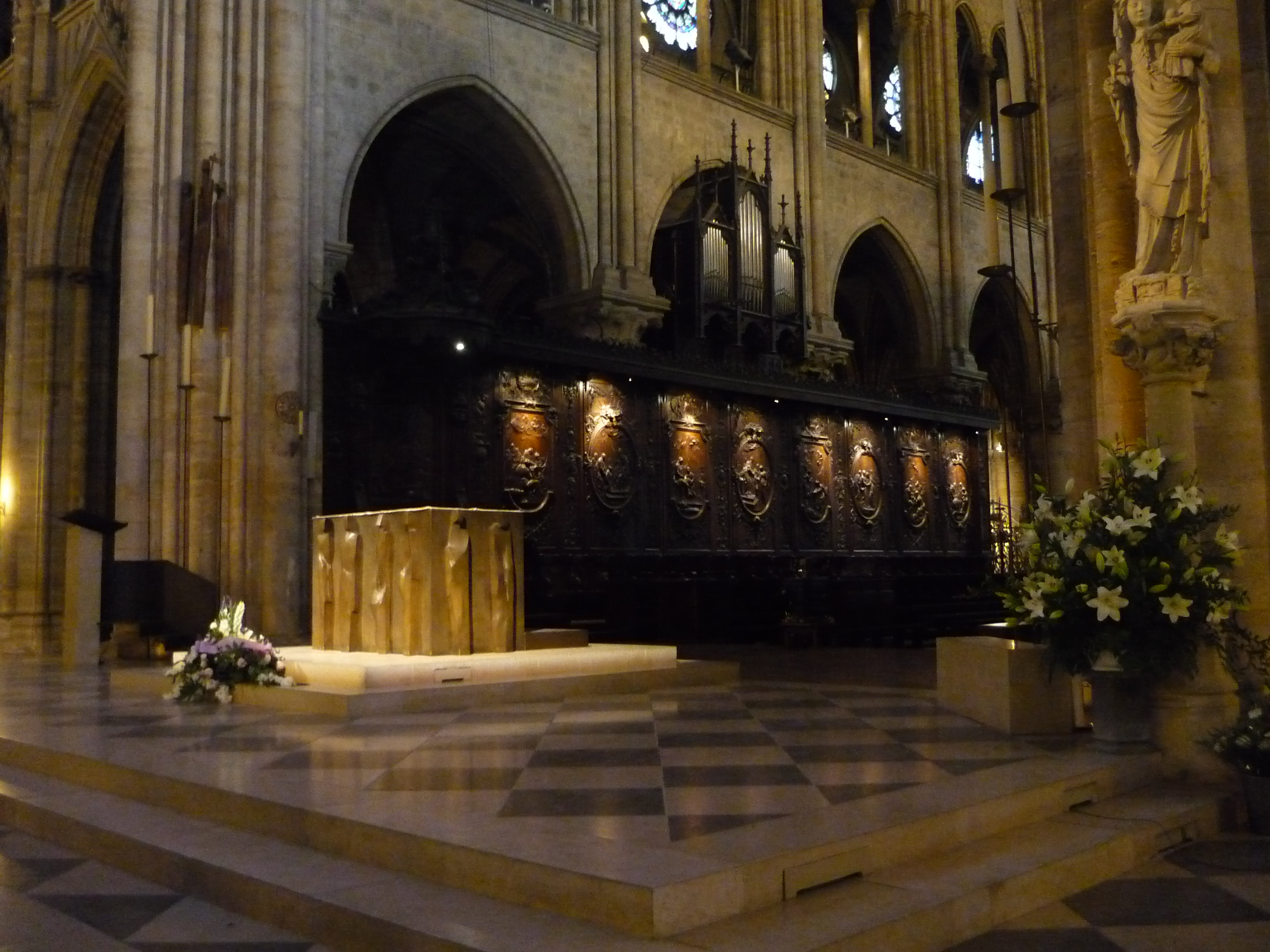
Il nuovo altare di Notre Dame a Parigi

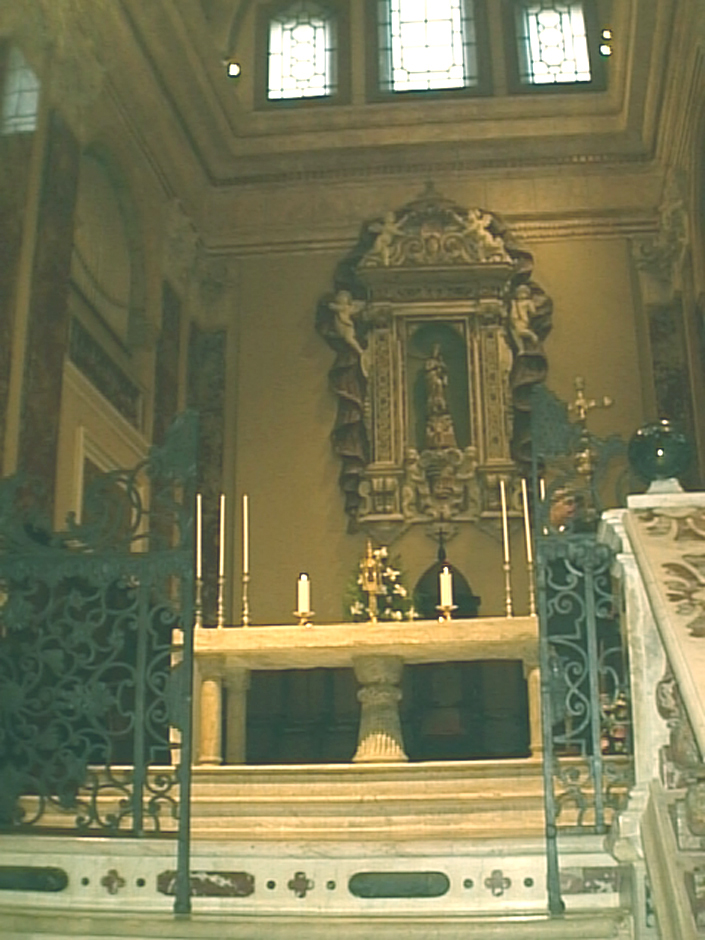
Il presbiterio della Cattedrale di Cagliari con l'antico altare romanico pisano dopo i restauri che l'hanno privato delle sovrastrutture seicentesche

#### Dopo il Concilio Vaticano II
Con la riforma liturgica seguita al Concilio Vaticano II la struttura del presbiterio fu totalmente rivoluzionata. Innanzitutto, siccome la Messa può essere detta dal celebrante rivolto verso i fedeli, l'altare in molti casi fu portato in posizione più avanzata, e fu separato dal tabernacolo che venne incastonato in un muro, oppure posto, in posizione decentrata, su una colonnina, oppure persino in un altro vano della chiesa. Un'ulteriore apertura del presbiterio verso i fedeli fu data in molti casi dalla rimozione delle balaustre e fu reintrodotto anche un elemento antico: l'ambone, da cui si leggono il Vangelo, i Salmi e le Letture.
Nelle chiese già dotate di balaustra e di un altare che rendeva impossibile la celebrazione versus populum, l'adeguamento liturgico venne eseguito in modi diversi a seconda della situazione: talvolta furono costruiti dei presbiteri nuovi (con altare, ambone e sede del celebrante) al di fuori del recinto della balaustrata, ma più spesso il presbiterio esistente fu parzialmente o totalmente rifatto, con la collocazione di un nuovo altare rivolto al popolo e, sovente, la rimozione di quello preesistente; in alcuni casi l'altare versus populum fu ottenuto staccando la mensa e il frontone dall'altare preesistente, il cui tabernacolo rimase in uso per la custodia dell'Eucaristia. In alcune chiese più vecchie si trattò invece di spogliare l'altare antico, utilizzabile per la celebrazione verso il popolo, dal tabernacolo e dalle sovrastrutture aggiuntegli dopo il Concilio di Trento.  Esempi di questi interventi sono: la Cattedrale di Notre Dame a Parigi, ove è stata rimossa la balaustra per lasciare spazio a un nuovo altare moderno; il Duomo di Milano, ove l'antico altare medioevale è stato liberato dalle sovrastrutture installate all'epoca di Carlo Borromeo, separato dal tabernacolo, e spostato in avanti; e la procattedrale di Santa Maria a Dublino, dove l'altar maggiore originario è stato completamente rimosso in favore di uno versus populum costruito utilizzando elementi del preesistente.
Nei casi più estremi, l'intera pianta della chiesa è stata stravolta, con lo smantellamento completo del presbiterio e dei suoi arredi e la creazione di un nuovo presbiterio in posizione diversa: interventi del genere, di cui è un esempio la Cattedrale di San Giovanni Evangelista a Milwaukee, in Wisconsin, hanno causato grandi polemiche; vengono talora descritti dai cattolici di lingua inglese con il neologismo wreckovation (da wreck, distruggere, e renovation, ristrutturazione).
In alcune chiese, tra cui le basiliche romane, nessun adattamento dell'altare maggiore fu necessario, come conseguenza del fatto che l'abside era rivolta a occidente e il celebrante, per celebrare guardando a est (ad orientem), doveva necessariamente guardare verso l'assemblea.

#### Il presbiterio attuale e i suoi componenti

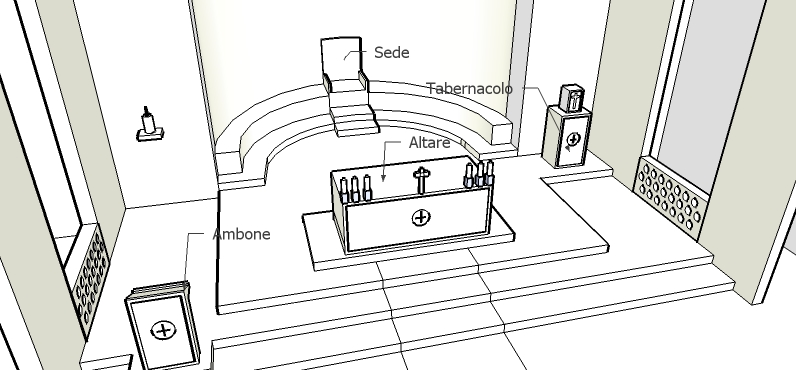
Le varie parti che compongono il presbiterio in una ricostruzione grafica 3D

Attualmente, ovvero dopo la riforma liturgica seguita al Concilio Vaticano II, le parti principali che formano il presbiterio di una chiesa cattolica sono:
- l'altare, ove si svolge il Supremo Sacrificio dell'Eucaristia;
- l'ambone, ove si leggono le letture, i salmi ed il Vangelo;
- la sede, ove siede il celebrante;
- in alcuni casi, il tabernacolo, ove vengono riposte le ostie consacrate alla fine della Messa: sovente non è posto nel presbiterio, ma in una cappella a parte.

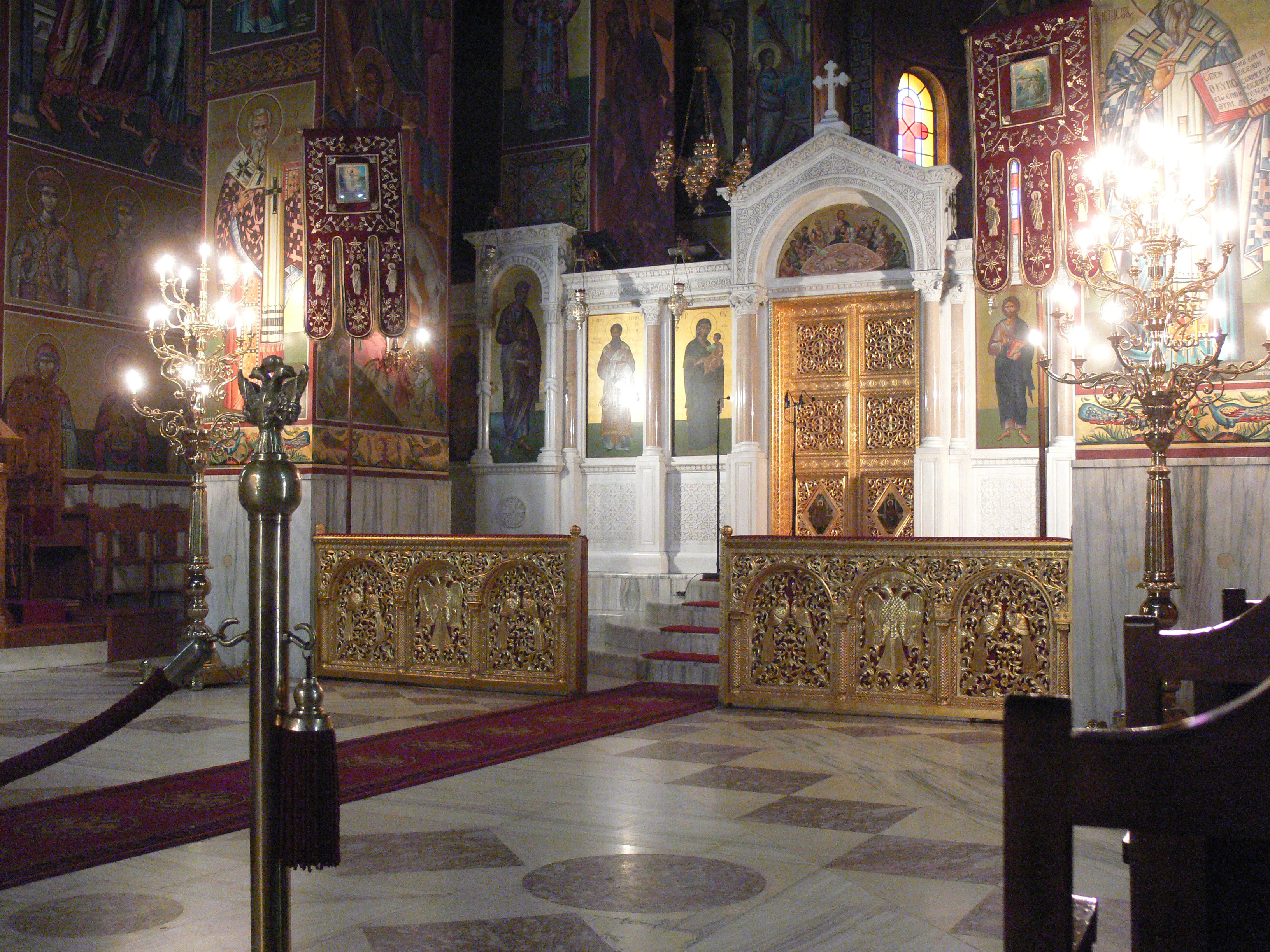
L'iconostasi della Mitropolis di Tessalonica.

Dopo il Concilio, è caduta in disuso (sebbene non sia stata abolita) la balaustra che separava il presbiterio dall'area della Chiesa accessibile dalla platea di fedeli laici.

### Chiesa ortodossa
Nelle chiese ortodosse il presbiterio, detto bema (traslitterato da βῆμα, passo, tribuna, gradino), occupa interamente l'abside ed una minima parte della navata adiacente ad essa. L'area, sopraelevata soltanto di qualche gradino, è celata alla vista dei fedeli (eccezion fatta per il catino) dall'iconostasi che, a differenza della zona in cui si trova la chiesa, può avere varie forme e dimensioni. In asse con la porta centrale dell'iconostasi, circa al centro del presbiterio, si trova l'altare, generalmente di forma cubica o cilindrica, che viene completamente coperto da drappi e tovaglie. Ai due lati di esso si possono trovare anche i due altari del diakonikon (a destra) e quello della protesi (a sinistra); solo in alcuni casi, lungo il perimetro interno dell'abside, vi si possono trovare i seggi per il clero celebrante.

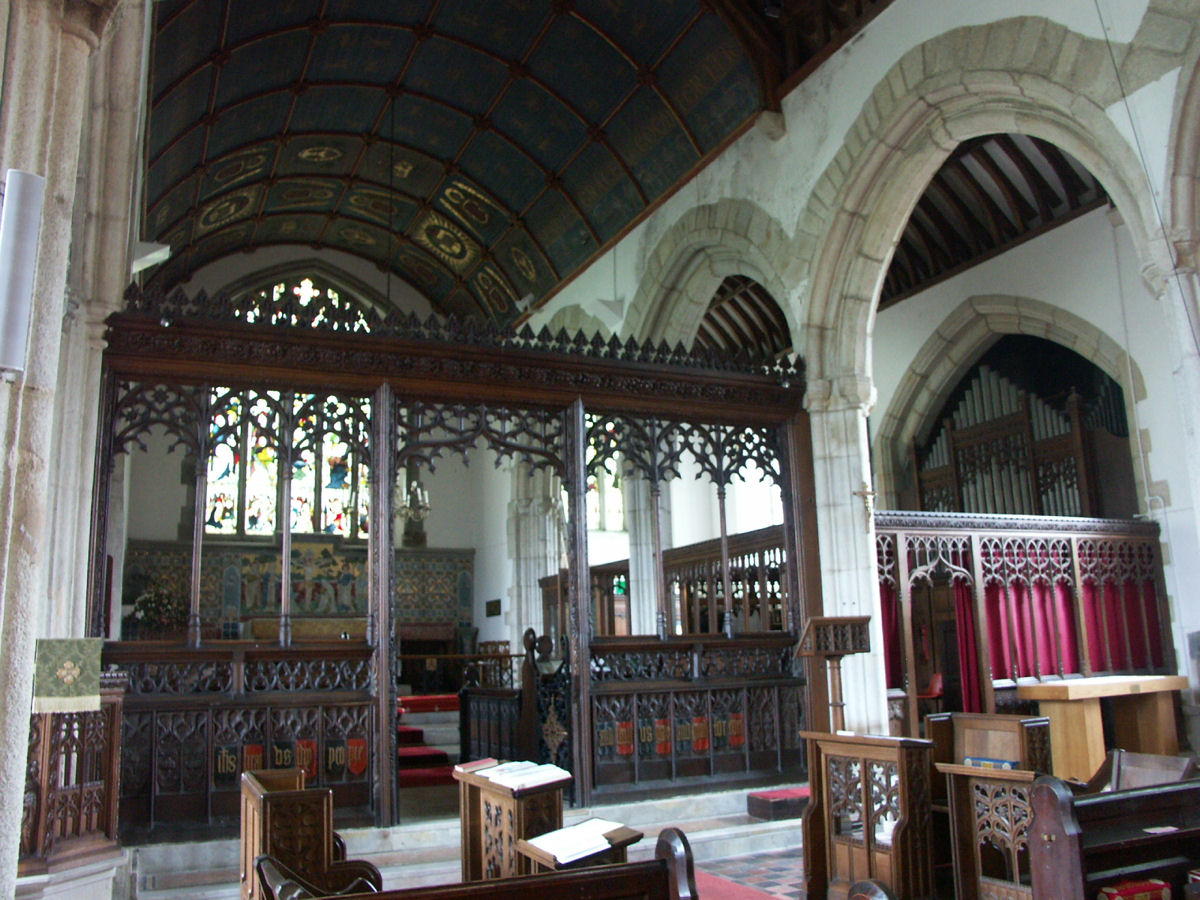
Il presbiterio della chiesa di San Probo e della Grazia Divina a Probus, in Cornovaglia, Inghilterra.

### Anglicanesimo
La struttura dell'area presbiteriale delle chiese anglicane riprende, molto spesso, quella dei presbiteri gotici cattolici (basti pensare che in quel periodo non si pensava neanche allo scisma di Enrico VIII, avvenuto nel XVI secolo). Quindi troviamo una struttura particolarmente sviluppata in lunghezza avente i seguenti componenti:
- Jubé, l'evoluzione della parete lignea della chiesa gotica (in questo caso, però, è traforata);
- Stalli del coro, disposti su più file (in genere due-tre) lungo le due pareti laterali;
- Altare, addossato sulla parete di fondo (nella quale, in genere, si apre una grande polifora, ed avente spesso un'ancona lignea scolpita.

Il pulpito, invece, è al di fuori del pontile e si trova, generalmente, sulla destra.
Negli ultimi tempi si è preferito, però, abolire il pontile in favore di semplici balaustre.

### Chiese riformate
La struttura del presbiterio, nelle chiese riformate, varia di non poco a seconda delle chiese.

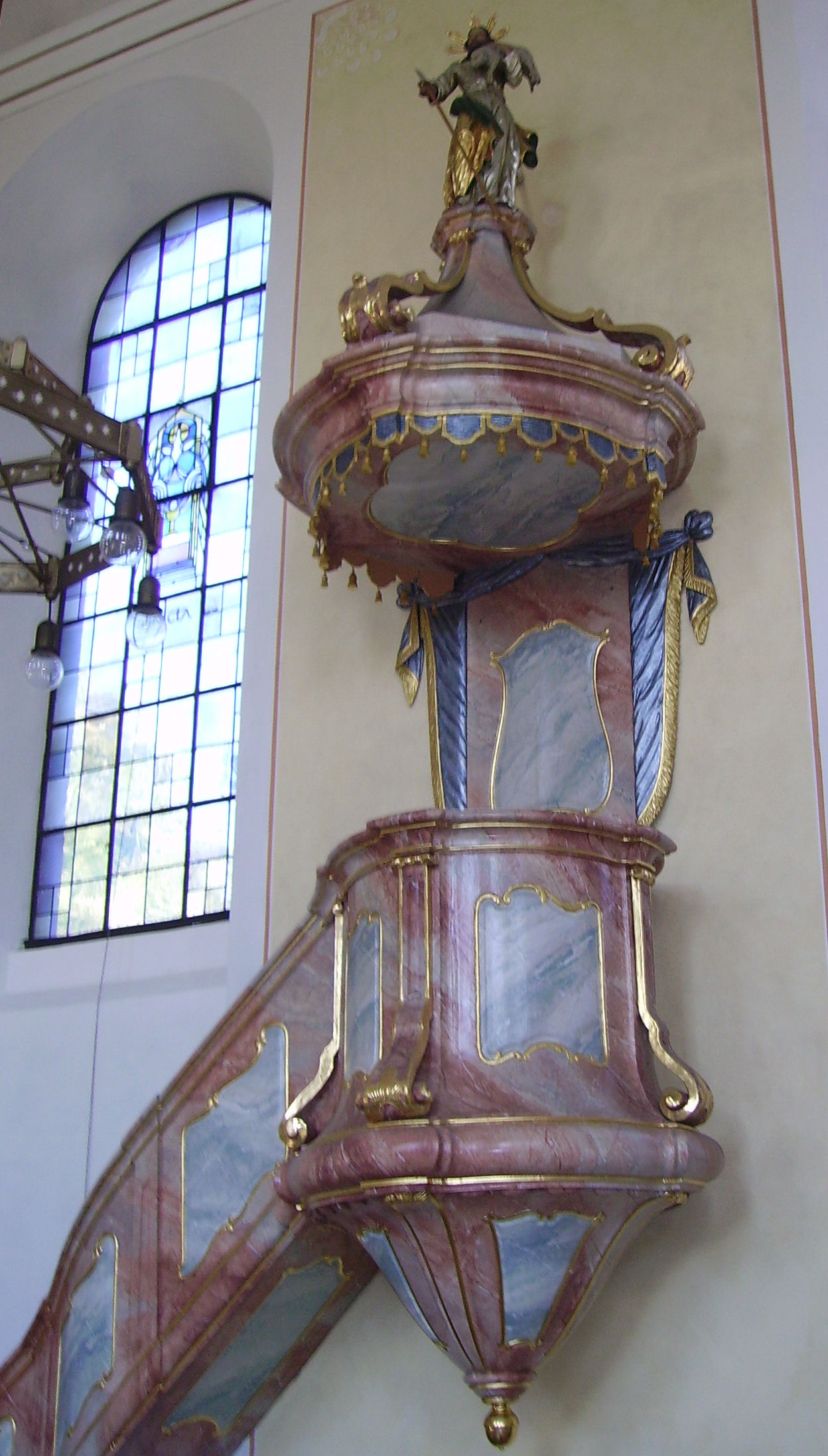
Il pulpito, centro del culto presbiteriano, valdese e calvinista

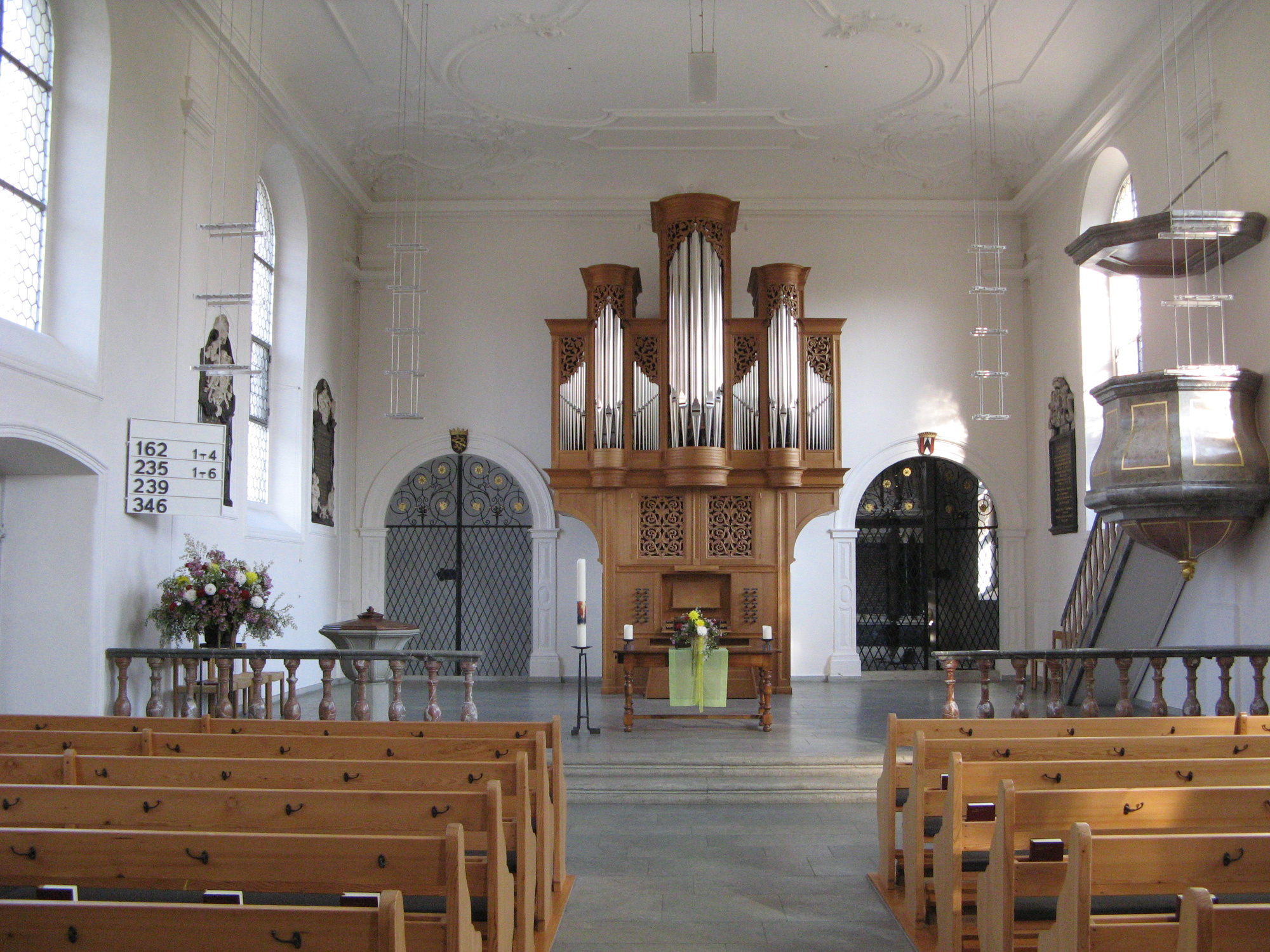
Presbiterio della chiesa riformata di Schinznach-Dorf. Come in molte altre chiese calviniste viene fortemente enfatizzata l'importanza del pulpito e dell'altare

#### Presbiterianesimo
Nel presbiterio delle chiese presbiteriane il punto centrale non è l'altare, che di fatto non c'è, ma il pulpito: infatti, per i presbiteriani, il culto è incentrato sulla lettura della Bibbia e del commento di essa da parte di un pastore.

#### Valdismo
La struttura del presbiterio delle chiese valdesi è uguale a quella delle chiese presbiteriane, ma ha un elemento in più: il Tavolo della Santa Cena. Su di esso vengono preparati e benedetti il pane e il vino che vengono consumati durante i culti più importanti dell'anno liturgico. Negli altri periodi, invece, il tavolo rimane vuoto, oppure, come in alcune chiese, vi si colloca una Bibbia.

#### Calvinismo
In alcune chiese calviniste il presbiterio è inesistente poiché il pulpito, centro del culto, è posto in posizione sopraelevata a metà navata. In altre invece il pulpito è posto all'interno del presbiterio e solitamente sovrasta l'altare di conseguenza esso  è dietro quest'ultimo ed è attaccato al muro del presbiterio.

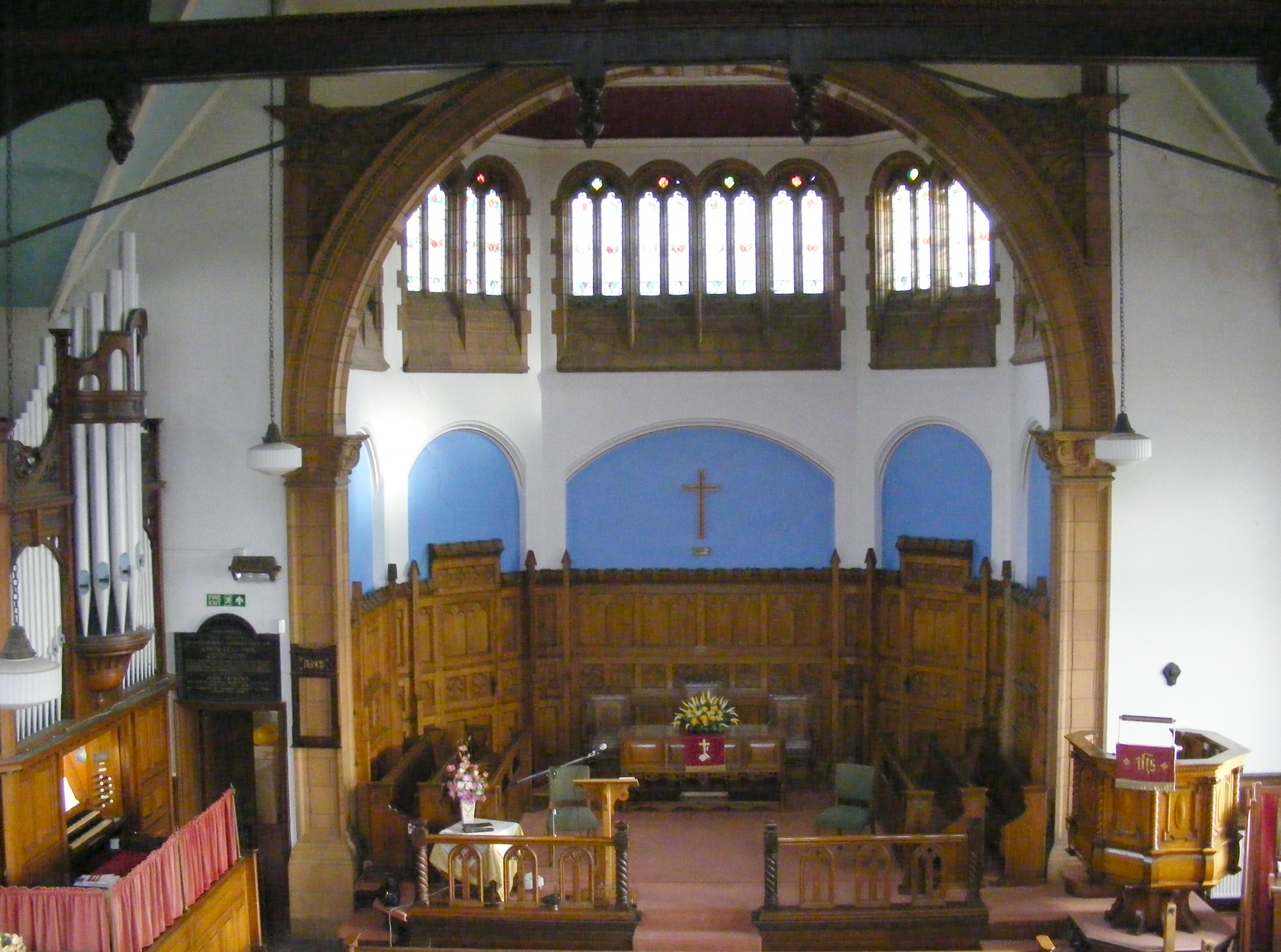
Il presbiterio della chiesa battista di Cradley Heath

### Battismo
Il presbiterio battista può essere di tre tipi:
- con accentramento del fonte battesimale (in cui il punto più importante è la vasca per il Battesimo e dove si può trovare, di fianco al pulpito, anche un ambone e, talvolta, un altare);
- con accentramento dell'altare (in cui si trovano l'altare ed il pulpito, con l'aggiunta, a volte, dell'ambone);
- con accentramento del pulpito (in cui il punto focale è il pulpito, affiancato, talvolta, dalla vasca battesimale ed anche, raramente, da un altare).

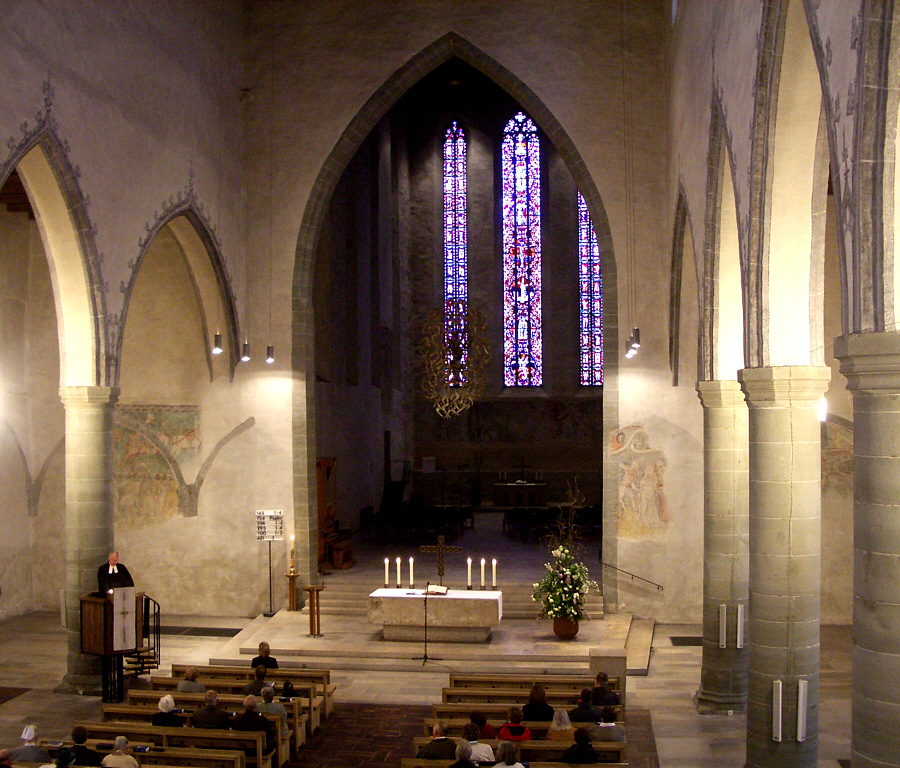
Presbiterio della chiesa luterana di Ravensburg.

### Luteranesimo
Il presbiterio luterano è quello che più si avvicina a quello cattolico prima della riforma liturgica. Esso infatti è composto da:
- Altare, rivolto verso la parete di fondo e non verso i fedeli, su cui trovano posto il Crocifisso, i candelabri, la Bibbia ed i calici adoperati durante il Servizio divino;
- Pulpito, in posizione sempre decentrata rispetto all'altare, da cui predica il pastore;
- Ambone, da cui i fedeli leggono le letture dall'Antico e dal Nuovo Testamento. Non vi è la sede.